# Leucospermum parile
Leucospermum parile är en tvåhjärtbladig växtart som beskrevs av Joseph Knight och John Claudius Loudon. Leucospermum parile ingår i släktet Leucospermum och familjen Proteaceae. Inga underarter finns listade i Catalogue of Life.